# Planvialar
Planvialar (en francès Plavilla) és un municipi francès situat al departament de l'Aude i a la regió d'Occitània.